# Фронт землевласників

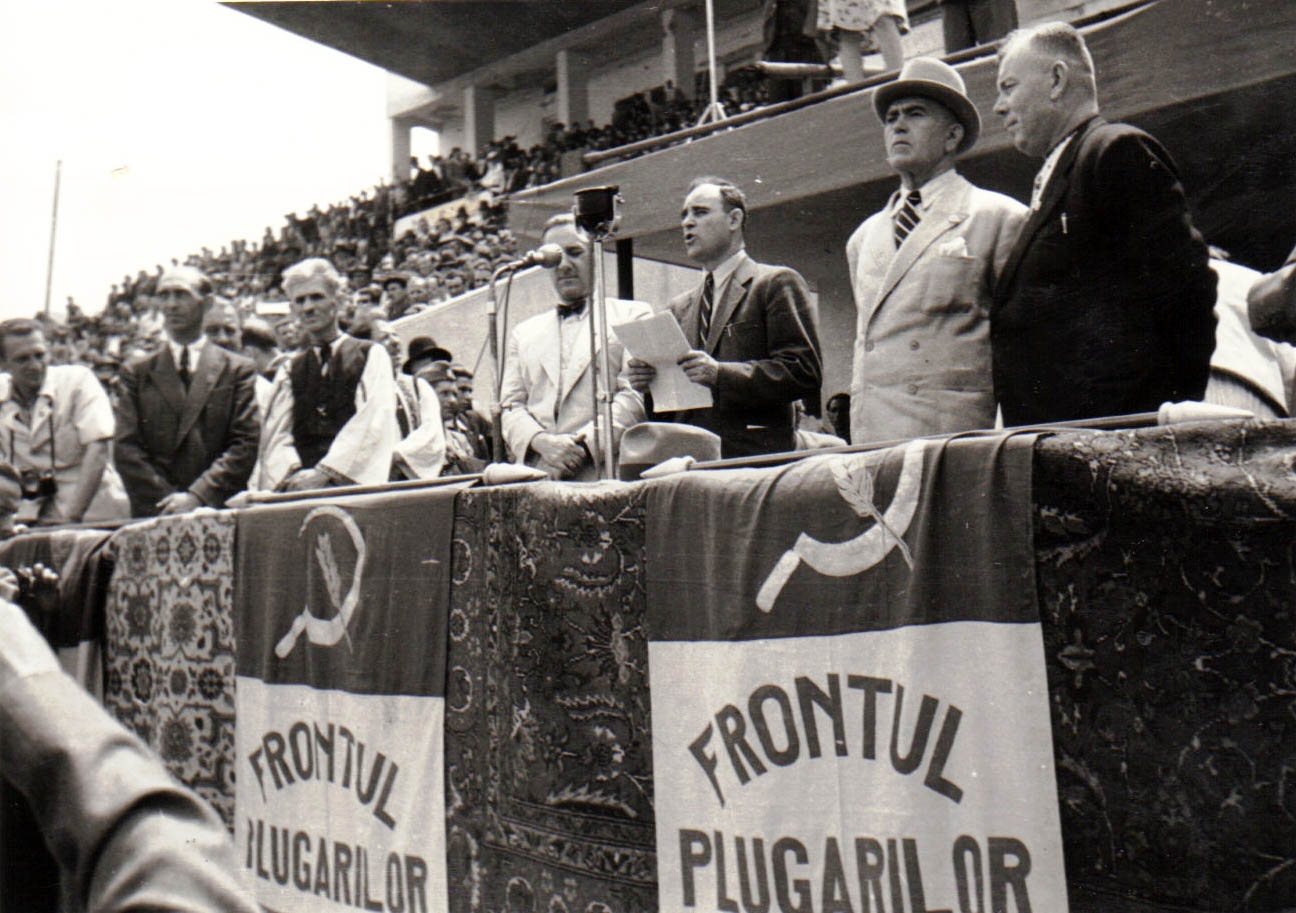
Мітинг у червні 1945 р. На Стадіону Республіці. Зліва направо: Ромул Зароні (біля мікрофона), Георге Георгіу-Деж (виступає), Петру Гроза (у капелюсі), Міхай Ралеа

Фронт землевласників (рум. Frontul Plugarilor) — румунська ліва аграрна політична організація землевласників, заснована в Деві в 1933 р. під керівництвом Петру Грози. У 1946 р. налічувала понад 1 млн членів.

## Історія
Партія була створена в окрузі Хунедоара. Швидко поширилася в Банат, а потім і в інші регіони Румунії. Партія ставила за мету поліпшити становище селянства (яке було зраджено основною аграрною групою, Національною селянською партією), закликала запровадити програму соціального забезпечення на селі та податкову реформу, сприятливу для дрібних холдингів. Група також була республіканською в амбіціях, ймовірно, з моменту її створення (до 1940 року Гроза писав: «моїм останнім королем був Децебал, після смерті якого я став республіканцем»).
У 1935 рік партія приєдналася до забороненої Комуністичної партії Румунії (ПЛР), натхненної сталінським Народним фронтом і підписаним в Ţebea (після переговорів).
За цей період Фронт землевласників ніколи не набирав більше 0,30 % голосів. Поза законом, прийнятим авторитарним режимом короля Кароля II разом із усіма партіями в 1938 р., вона залишалась активною під час диктаторського правління Іона Антонеску (коли Гроза був затриманий у 1943—1944 рр.) і з'явився після його падіння в 1944 р.
У жовтні того ж року приєдналась до іншого Національно-демократичного фронту під проводом ПЛР, поряд із Союзом патріотів, Союзом угорських робітників, Соціалістичною селянською партією та Румунською соціал-демократичною партією.
У лютому 1945 року партія "Фронт землевласників" брала участь у жорстоких інцидентах, що призвели до її падіння. Гроза, котрий вперше знаходився на високій політичній посаді наприкінці 1944 р. очолював третій кабінет після падіння Антонеску (сформований 6 березня 1945 р.); в той час як урядом маневрувала PCR. Наприкінці 1947 року Станчіу Стоян став ще одним з провідних членів партії, який головував у міністерстві — у справах релігій;
Під час загальних виборів 1946 року партія працювала на єдиній платформі з PCR, відіграла активну участь у судочинстві, що призвело до створення комуністичної Румунії .
У той час лідери ПЛР почали використовувати репресії Антонеску в 1943 році на фронті як інструмент у внутрішньопартійних боях: після того, як генеральний секретар Георгій-Деж наказав викрасти і утримати його попередника Штефана Форіша.
Відносини між Фронтом і комуністами часом випробовувались: після свого першого з'їзду (липень 1945 р.) партія закликала до збереження дрібних сільськогосподарських ділянок, що перебувають у приватній власності, та добровільного кооперативного господарства замість колективізації, яку пропагувала PCR; в період, відомий як «королівський страйк» (початок восени 1945 р. І ознаменований відмовою короля Михайя I підписувати своє ім'я під законодавством, яке пропагує уряд. Зрештою, Фронт поступився комуністичним вимогам (як політик, чия кар'єра пережила загибель групи, Гроза продовжував епізодично конфліктувати з PCR).
У липні 1947 р. до Фронту приєднався Ніколае Д. Корнежану та інші члени неіснуючого Національного союзу праці та реконструкції (невелика політична група, сформована Константином Аргетояну) .
Партія "Фронт землевласників" припинила своє існування в 1953 році. Згідно зі свідченнями 1991 року колишнього лідера ПЛР Георге Апостола, остання акція була ініційована основною партією.

## Історія виборів

### Вибори до законодавчих органів
| Вибори   | Голоси     | %      | Сидіння   | +/–        | Позиція       |
| -------- | ---------- | ------ | --------- | ---------- | ------------- |
| 1933 рік | 7970       | 0,3 %  | 0 / 387   |            |               |
| 1946 рік | 4 773 689  | 69,8 % | 70 / 414  | ▲</img> 70 | ▲</img> 1-й 1 |
| 1948 рік | 6 959 936  | 93,2 % | 126 / 414 | ▲</img> 56 | ▬</img> 1-й 2 |
| 1952 рік | 10 187 833 | 100 %  | 428 / 428 |            | ▬</img> 1-й 3 |